# Список лінійних кораблів Італії
Список лінійних кораблів Італії — перелік лінійних кораблів, які перебували на озброєнні Королівських військово-морських сил Італії.

## Лінійні кораблі Італії
Позначення

### Пре-дредноути
| № з/п         | Зображення | Назва                   | Тип                     | Водотоннажність | Закладений        | Спущено на воду  | Введено в експлуатацію | Статус                                                     | Прим. |
| ------------- | ---------- | ----------------------- | ----------------------- | --------------- | ----------------- | ---------------- | ---------------------- | ---------------------------------------------------------- | ----- |
| Пре-дредноути |            |                         |                         |                 |                   |                  |                        |                                                            |       |
| 1             |            | «Амміральйо ді Сан-Бон» | «Амміральйо ді Сан-Бон» | 10 700 тонн     | 28 липня 1894     | 29 квітня 1897   | 24 травня 1901         | 18 червня 1920 року списаний і розібраний на брухт         |       |
| 2             |            | «Емануеле Філіберто»    | «Амміральйо ді Сан-Бон» | 10 700 тонн     | 5 жовтня 1893     | 29 вересня 1897  | 16 квітня 1902         | 29 березня 1920 року списаний і розібраний на брухт        |       |
| 3             |            | «Реджина Маргерита»     | «Реджина Маргерита»     | 14 574 тонни    | 20 листопада 1898 | 30 травня 1901   | 14 квітня 1904         | 11 грудня 1916 року підірвався на мінах та затонув         |       |
| 4             |            | «Бенедетто Брін»        | «Реджина Маргерита»     | 14 973 тонни    | 30 січня 1899     | 7 листопада 1901 | 1 вересня 1905         | 27 вересня 1915 року затонув унаслідок внутрішнього вибуху |       |
| 5             |            | «Реджина Елена»         | «Реджина Елена»         | 14 137 тонн     | 27 березня 1901   | 19 червня 1904   | 11 вересня 1907        | 16 лютого 1923 року списаний і розібраний на брухт         |       |
| 6             |            | «Вітторіо Емануеле»     | «Реджина Елена»         | 14 137 тонн     | 18 вересня 1901   | 12 жовтня 1904   | 1 серпня 1908          | 1 квітня 1923 року списаний і розібраний на брухт          |       |
| 7             |            | «Рома»                  | «Реджина Елена»         | 14 137 тонн     | 20 вересня 1903   | 21 квітня 1907   | 17 грудня 1908         | 3 вересня 1926 року списаний і розібраний на брухт         |       |
| 8             |            | «Наполі»                | «Реджина Елена»         | 14 137 тонн     | 21 жовтня 1903    | 10 вересня 1905  | 1 вересня 1908         | 3 вересня 1923 року списаний на брухт                      |       |

### Дредноути та лінійні кораблі
| № з/п                        | Зображення            | Назва                 | Тип                   | Водотоннажність | Закладений      | Спущено на воду   | Введено в експлуатацію                                        | Статус | Прим.                                                                                           |
| ---------------------------- | --------------------- | --------------------- | --------------------- | --------------- | --------------- | ----------------- | ------------------------------------------------------------- | --- | ----------------------------------------------------------------------------------------------- |
| Дредноути та лінійні кораблі |                       |                       |                       |                 |                 |                   |                                                               | |                                                                                                 |
| 9                            |                       | «Данте Аліг'єрі»      | «Данте Аліг'єрі»      | 21 947 тонн     | 6 червня 1909   | 20 вересня 1910   | 15 січня 1913                                                 | 1 липня 1928 року списаний на брухт |                                                                                                 |
| 10                           |                       | «Конте ді Кавур»      | «Конте ді Кавур»      | 24 639 тонн     | 10 серпня 1910  | 10 серпня 1911    | 1 квітня 1915                                                 | 12 листопада 1940 року потоплений під час нападу на Таранто піднятий у 1941 році, зданий на здам у 1946 році                                          |                                                                                                 |
| 11                           |                       | «Джуліо Чезаре»       | «Конте ді Кавур»      | 25 199 тонн     | 24 червня 1910  | 15 жовтня 1911    | 14 травня 1914                                                | 29 жовтня 1955 року затонув унаслідок підриву; піднятий у 1957 році, розібраний на метал                                                              | 6 лютого 1946 року італійський лінкор «Джуліо Чезаре» переданий по репарації до складу ВМФ СРСР |
| 12                           |                       | «Леонардо да Вінчі»   | «Конте ді Кавур»      | 25 073 тонни    | 18 липня 1910   | 14 жовтня 1911    | 17 травня 1914                                                | 2 серпня 1916 року затонув унаслідок внутрішнього вибуху; піднятий у 1919 році, 1923 року розібраний на метал                                         |                                                                                                 |
| 13                           |                       | «Андреа Доріа»        | «Андреа Доріа»        | 25 126 тонн     | 24 березня 1912 | 30 березня 1913   | 13 березня 1916                                               | 1961 року зданий на здам |                                                                                                 |
| 14                           |                       | «Кайо Дуіліо»         | «Андреа Доріа»        | 25 112 тонн     | 24 лютого 1912  | 24 квітня 1913    | 10 травня 1915                                                | 1957 року зданий на здам |                                                                                                 |
| 15                           |                       | «Франческо Караччоло» | «Франческо Караччоло» | 34 546 тонн     | 12 жовтня 1914  | 12 травня 1920    | не введений                                                   | 2 січня 1921 року розібраний на брухт |                                                                                                 |
| 16                           | «Крістофоро Коломбо»  | 1 березня 1915        | «Франческо Караччоло» | 34 546 тонн     | —               | —                 | у 1916 році роботи припинені, розібраний на метал у 1921 році | |                                                                                                 |
| 17                           | «Маркантоніо Колонна» | 1 березня 1915        | «Франческо Караччоло» | 34 546 тонн     | —               | —                 | у 1916 році роботи припинені, розібраний на метал у 1921 році | |                                                                                                 |
| 18                           | «Франческо Морозіні»  | 20 червня 1915        | «Франческо Караччоло» | 34 546 тонн     | —               | —                 | у 1916 році роботи припинені, розібраний на метал у 1921 році | |                                                                                                 |
| 19                           |                       | «Літторіо»            | «Літторіо»            | 45 962 тонни    | 28 жовтня 1934  | 22 серпня 1937    | 6 травня 1940                                                 | 1 червня 1948 року списаний і розібраний на брухт |                                                                                                 |
| 20                           |                       | «Вітторіо Венето»     | «Літторіо»            | 45 752 тонни    | 28 жовтня 1934  | 22 липня 1937     | 28 квітня 1940                                                | 1 лютого 1948 року списаний і розібраний на брухт |                                                                                                 |
| 21                           |                       | «Рома»                | «Літторіо»            | 46 215 тонн     | 18 вересня 1938 | 9 червня 1940     | 14 червня 1942                                                | 9 вересня 1943 року потоплений неподалік Сардинії радіокерованими протикорабельними ракетами Fritz X, запущеними німецькими бомбардувальниками Do 217 |                                                                                                 |
| 22                           |                       | «Імперо»              | «Літторіо»            | 45 962 тонни    | 14 травня 1938  | 15 листопада 1939 | не введений                                                   | 1948-1950 роках розібраний на брухт |                                                                                                 |